# سپهر بیرانوند
سپهر بیرانوند (۱۴ آذر ۱۳۸۲ – ۱۸ آبان ۱۴۰۱) یکی از معترضان خیزش ۱۴۰۱ ایران بود که در حین شعارنویسی در یکی از خیابان‌های خرم‌آباد با شلیک مستقیم گلوله جنگی نیروهای جمهوری اسلامی ایران کشته شد.

## زندگی شخصی
او در همراه با تحصیل کار می‌کرد. علاقه زیادی به نقاشی بوکس و کشتی داشت. او تصمیم داشت امسال در کنکور شرکت کند و در گرافیک ادامه تحصیل دهد.

## کشته شدن
سپهر عصر روز ۱۸ آبان در صفحهٔ اینستاگرام خود فراخوان نشر داد و از فالوورهای خود در پارک شقایق برای اعتراضات دعوت می‌کند. در محله چهارراه طیب شهر خرم‌آباد اقدام به شعار نویسی کرده بودند که مأموران نیروی انتظامی به او و دو نفر دیگر حمله می‌کنند. او وارد یکی از خانه‌های محل می‌شود و به سمت پشت بام فرار می‌کند. به گفتهٔ نزدیکان یکی از مأموران نیروی انتظامی به سمت او شلیک می‌کند که به گردن او اصابت می‌کند و موجب سقوط او به حیاط می‌شود. نیروهای امنیتی سریعاً خیابان را می‌بندند و دوربین‌های مداربسته را جمع می‌کنند و پیکر را به محل نامعلومی انتقال می‌دهند.

## خاکسپاری
نیروهای امنیتی به خانواده سپهر بیرانوند اجازه ندادند که جنازه او در خرم‌آباد دفن شود و وقتی با اصرار خانواده او مواجه شدند، جنازه را از پزشکی قانونی خارج کرده و بدون اطلاع خانواده او، در قبرستان ده سفید بخش زاغه دفن کردند.